# Biserica evanghelică din Obere Vorstadt
Biserica evanghelică din Obere Vorstadt este un ansamblu de monumente istorice aflat pe teritoriul municipiului Brașov. În Repertoriul Arheologic Național, monumentul apare cu codul 40205.121.
Ansamblul este format din două monumente:
- Biserica evanghelică din Obere Vorstadt (cod LMI BV-II-m-A-11530.01)
- Fosta casă parohială, azi sediu al F.D.G.R. (cod LMI BV-II-m-A-11530.02)